# رخام رنص
الرَّنْص أو رخام رَنْص (Red of Rance) هو حجر جيري للشعاب المرجانية الديفونية الحمراء من بلدة رنص في مقاطعة هينو في فلونية في بلجيكا.

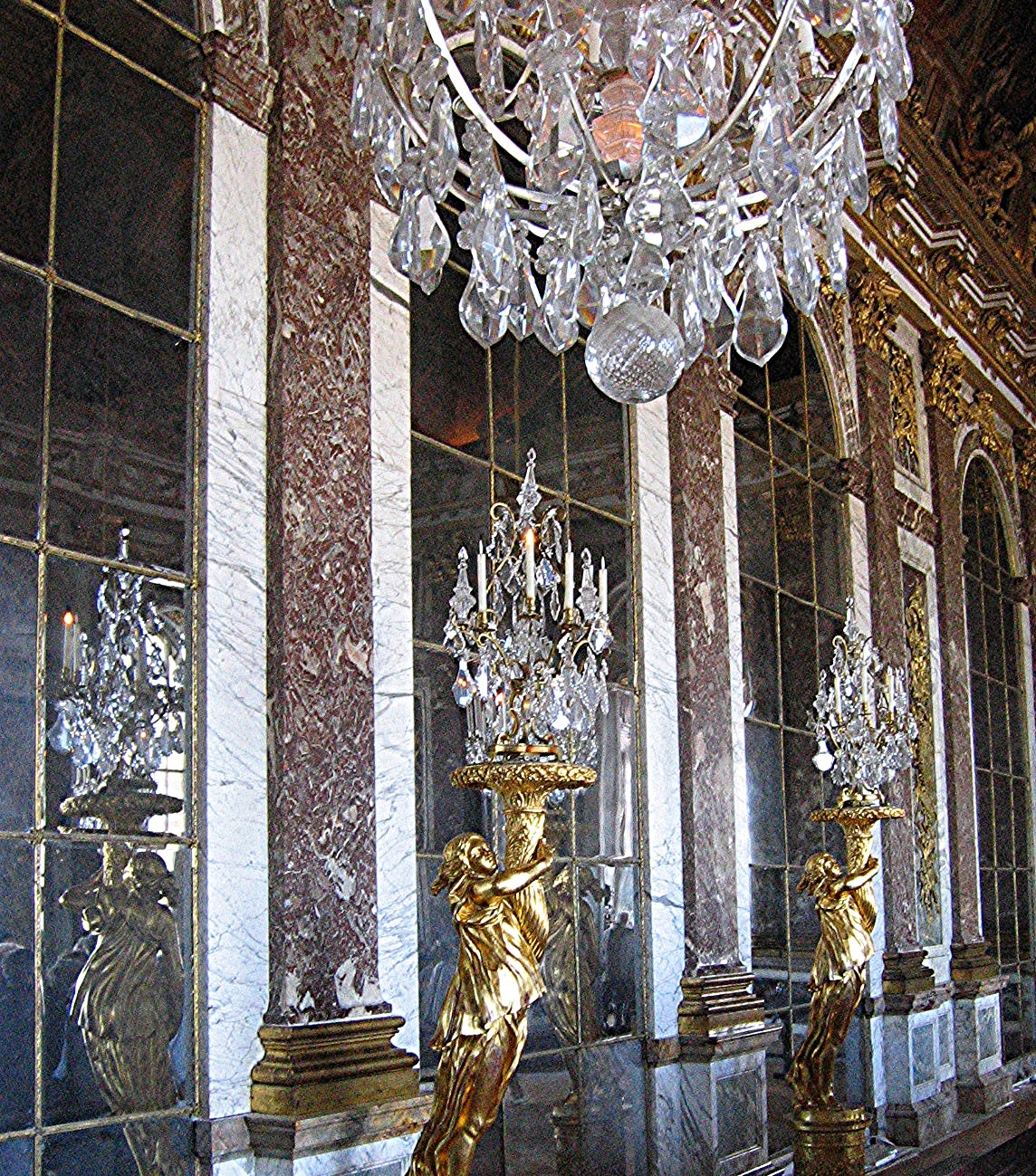
عماد من رخام رنص في قاعة المرايا

عرف رخام رنص الأحمر في مقاطعة هينو البلجيكية شهرة كبيرة مادةً للبناء مرموقة للزخرفة. مع أنه استُغلّ في العصور القديمة الرومية فقد اشتهر منذ القرن السابع عشر بسبب استخدامه الغزير في القصر الملكي لفَرساي الذي بُني للملك الفرنسي لويس الرابع عشر. استُخدمت كميات كبيرة في أرقى أجزاء المبنى مثل زخرفة الجدران الداخلية لقاعة المرايا وأعمدة الرواق الرئيس. افتُتح مقلع جديد وسمي فيما بعد حفرة فرساي لتلبية الطلب الهائل اللازم لفرساي والمساكن الملكية الفرنسية الأخرى.

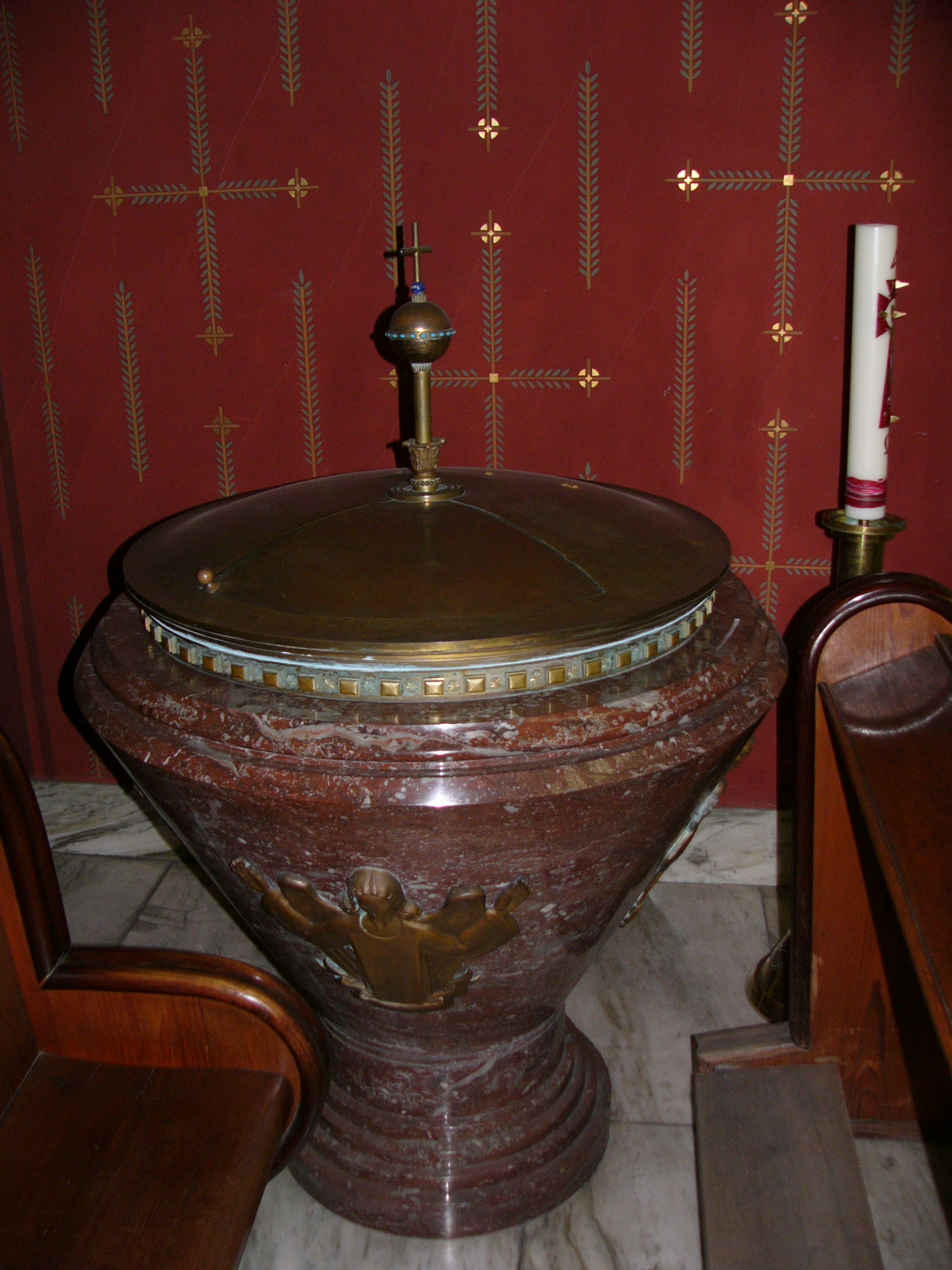
خط المعمودية من رخام رنص كنيسة القديس سيريل ومِثُديُس في أُلومُتس.